# Helmholtzenergie
De helmholtzenergie, helmholtz vrije energie of helmholtzfunctie A (of F) is een toestandsfunctie van een systeem gedefinieerd door
{\displaystyle F=U-T\cdot S}
met:

- F de helmholtzenergie in joule,
- U de inwendige energie van het systeem in Joule
- T de temperatuur in kelvin
- S de entropie in joule per kelvin

In de recente literatuur wordt deze grootheid aangeduid met A. De helmholtzenergie is vernoemd naar de Duitse arts en fysicus Hermann von Helmholtz (1821-1894).
De totale arbeid uitgevoerd op een systeem bij constante temperatuur in een omkeerbaar proces is gelijk aan de verandering in Helmholtz vrije energie van het systeem. De temperatuur resp. entropie kunnen vervangen worden door de fundamentele temperatuur resp. entropie, gegeven door {\displaystyle \tau =k_{\text{B}}T,\sigma =S/k_{\text{B}}} waarbij kB de constante van Boltzmann is (welke weer wegvalt in het product {\displaystyle \tau \sigma } dat TS vervangt).
Bovenstaande uitdrukking voor F, met als 'natuurlijke variabelen' T en V, kan afgeleid worden uit de fundamentele vergelijking van de thermodynamica voor omkeerbare processen zonder stofuitwisseling met de omgeving:
{\displaystyle dU=TdS-PdV} →
{\displaystyle dU=d(TS)-SdT-PdV} →
{\displaystyle d(U-TS)=-SdT-PdV} →
{\displaystyle dF=-SdT-PdV}
Wordt deze totale differentiaal term voor term gelijkgesteld aan de standaard-uitdrukking voor dF(T,V):
{\displaystyle {\operatorname {d} F}(T,V)={\frac {\partial F}{\partial T}}{\operatorname {d} T}+{\frac {\partial F}{\partial V}}{\operatorname {d} V}.}
dan kunnen S en P als volgt bepaald worden:
{\displaystyle S=-{\frac {\partial F}{\partial T}}{\Bigg |}_{V,N}}
{\displaystyle P=-{\frac {\partial F}{\partial V}}{\Bigg |}_{N,T}}